# Toilettes à la turque
Par abus de langage, l'expression toilettes à la turque est employée le plus souvent de façon impropre[réf. nécessaire] pour qualifier un type de toilettes destinées à la défécation ou à la miction ne comportant pas de cuvette et dont l'utilisation se fait accroupi.

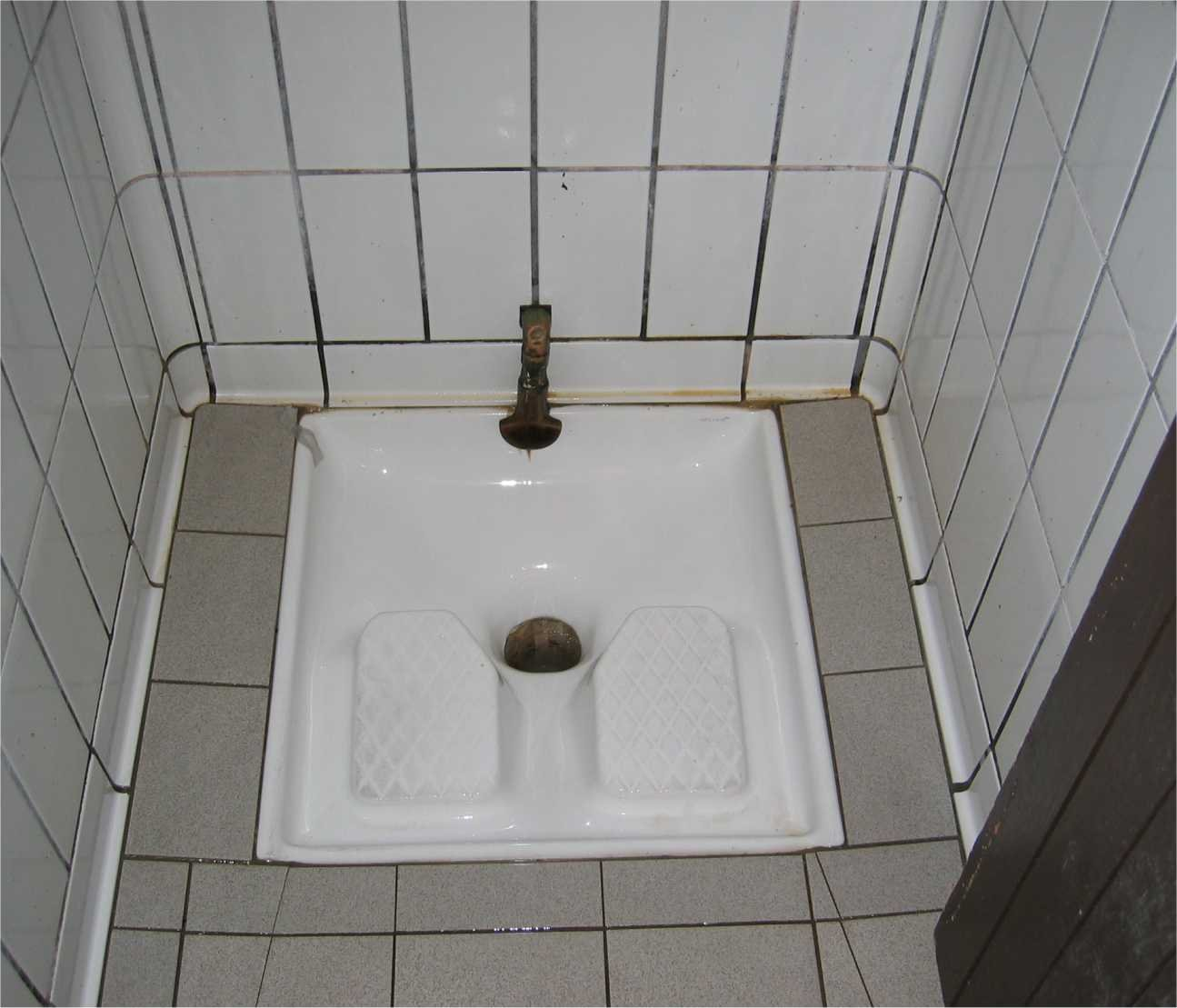
Toilettes rustiques, en France.

On les trouve notamment dans certains bâtiments anciens et dans les campings. Elles consistent en un trou dans le sol, plus ou moins agencé d'une dalle en faïence ou autre matière, parfois rehaussée de marche-pieds selon les modèles. Ces toilettes, généralement assez rustiques, sont toutefois généralement équipées d'un système de chasse d'eau.

## Illustrations

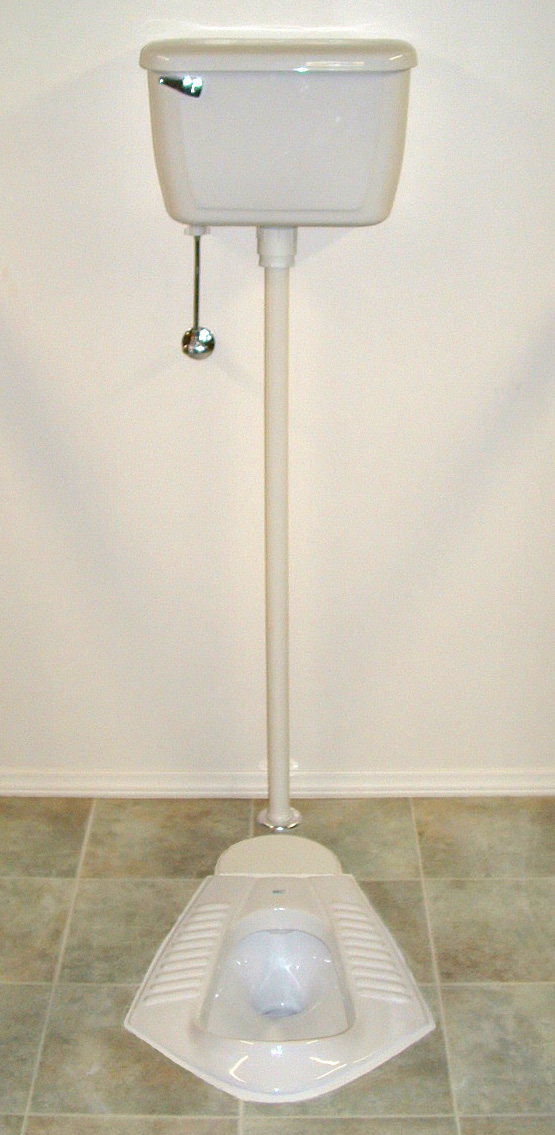
Variante aux États-Unis (à Saline).
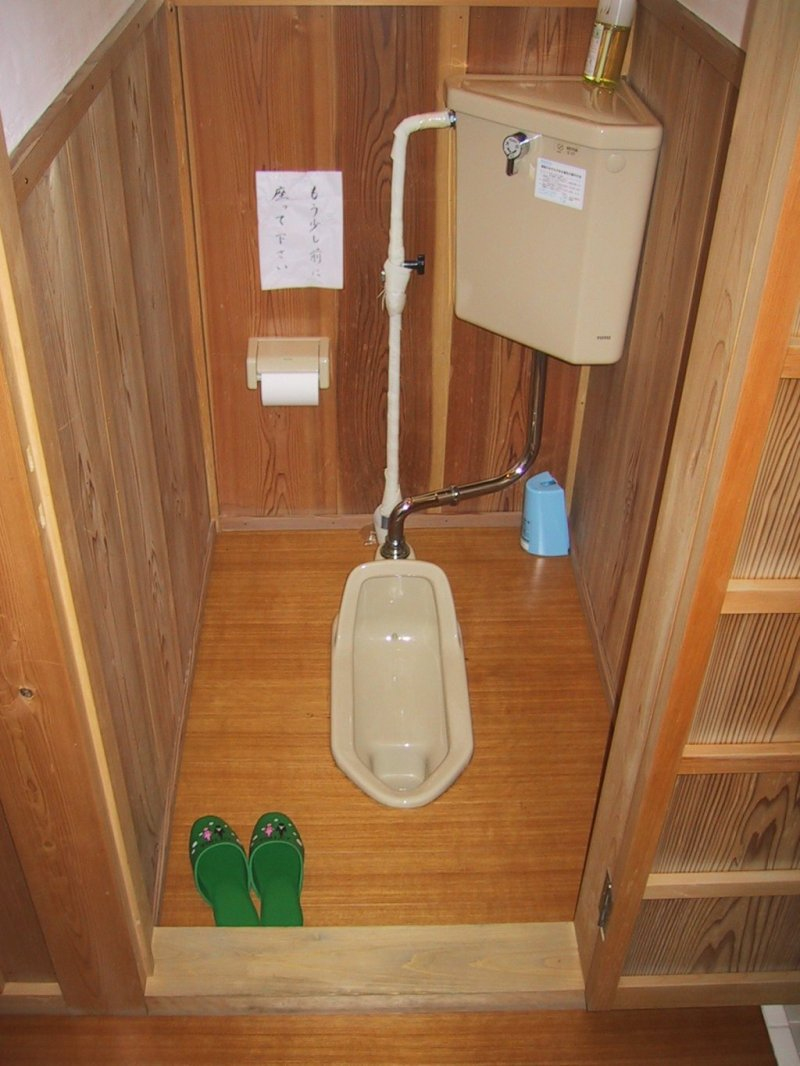
Une installation traditionnelle japonaise moderne.
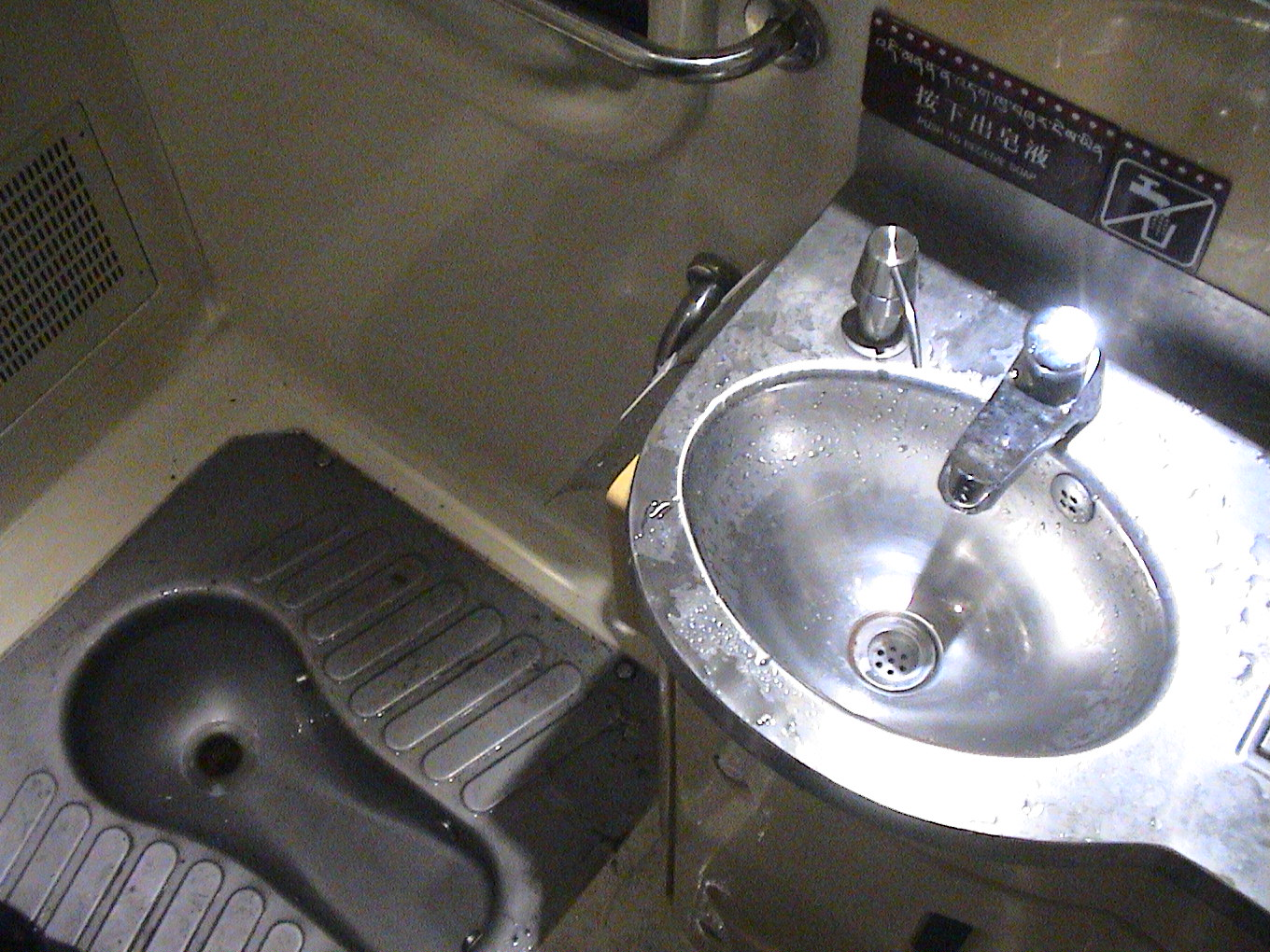
Toilettes dans un train chinois.
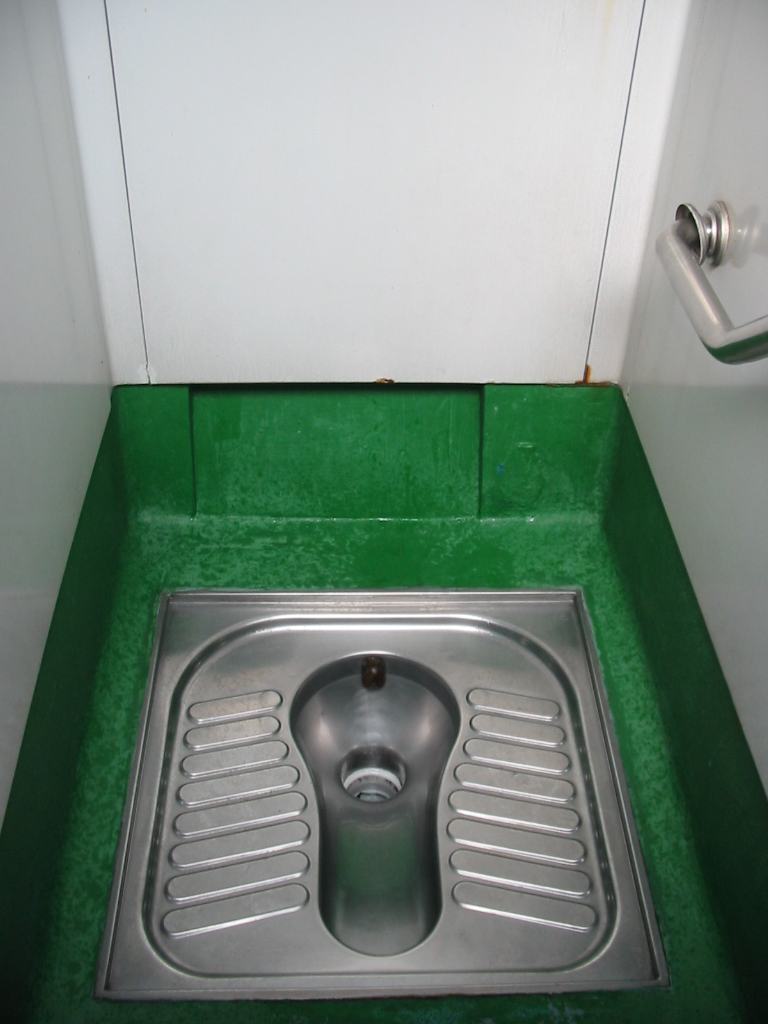
Toilettes en acier inoxydable.
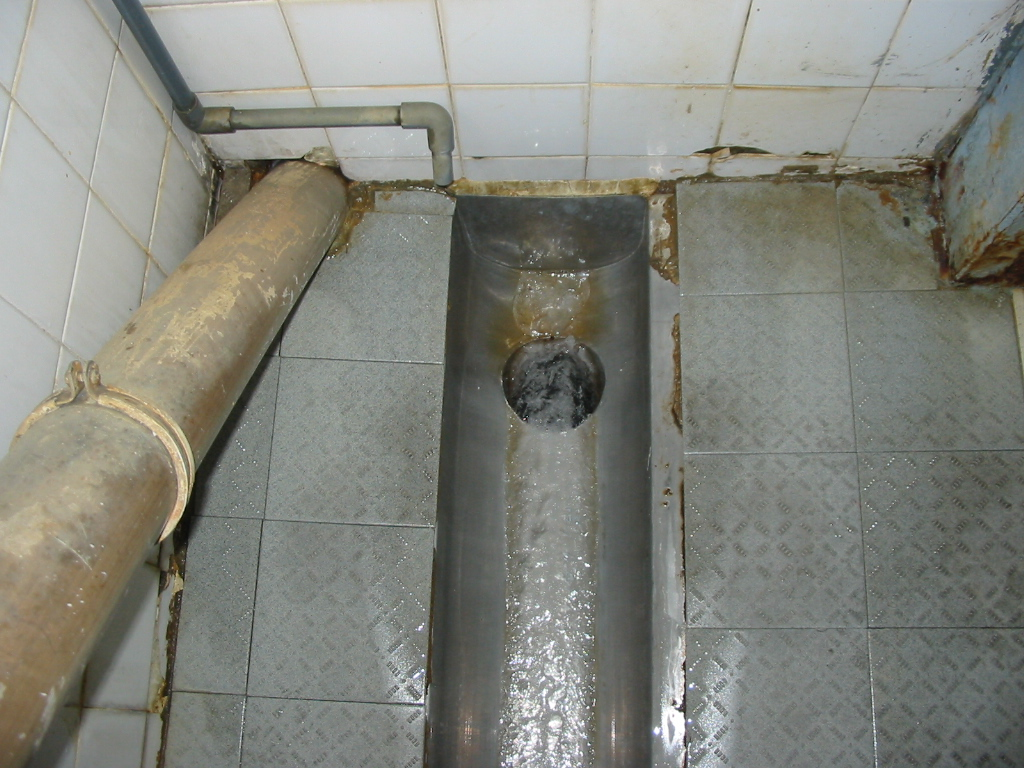
Bac de plancher, en demi-tuyau.
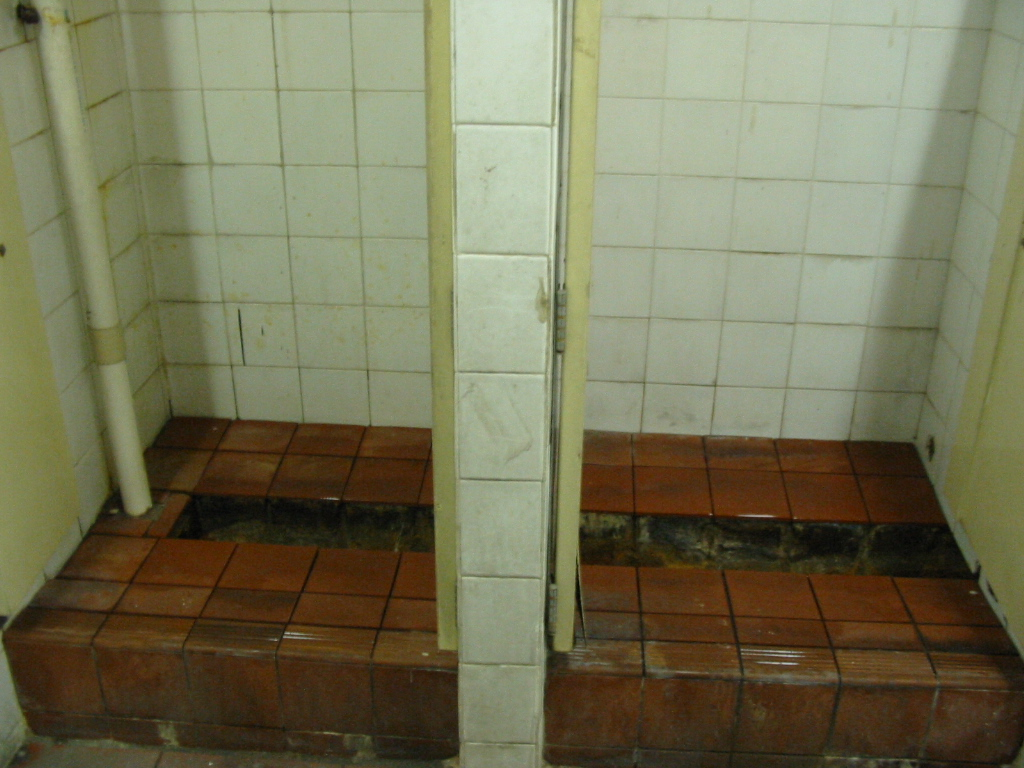
Toilettes d'usine à Hong Kong.
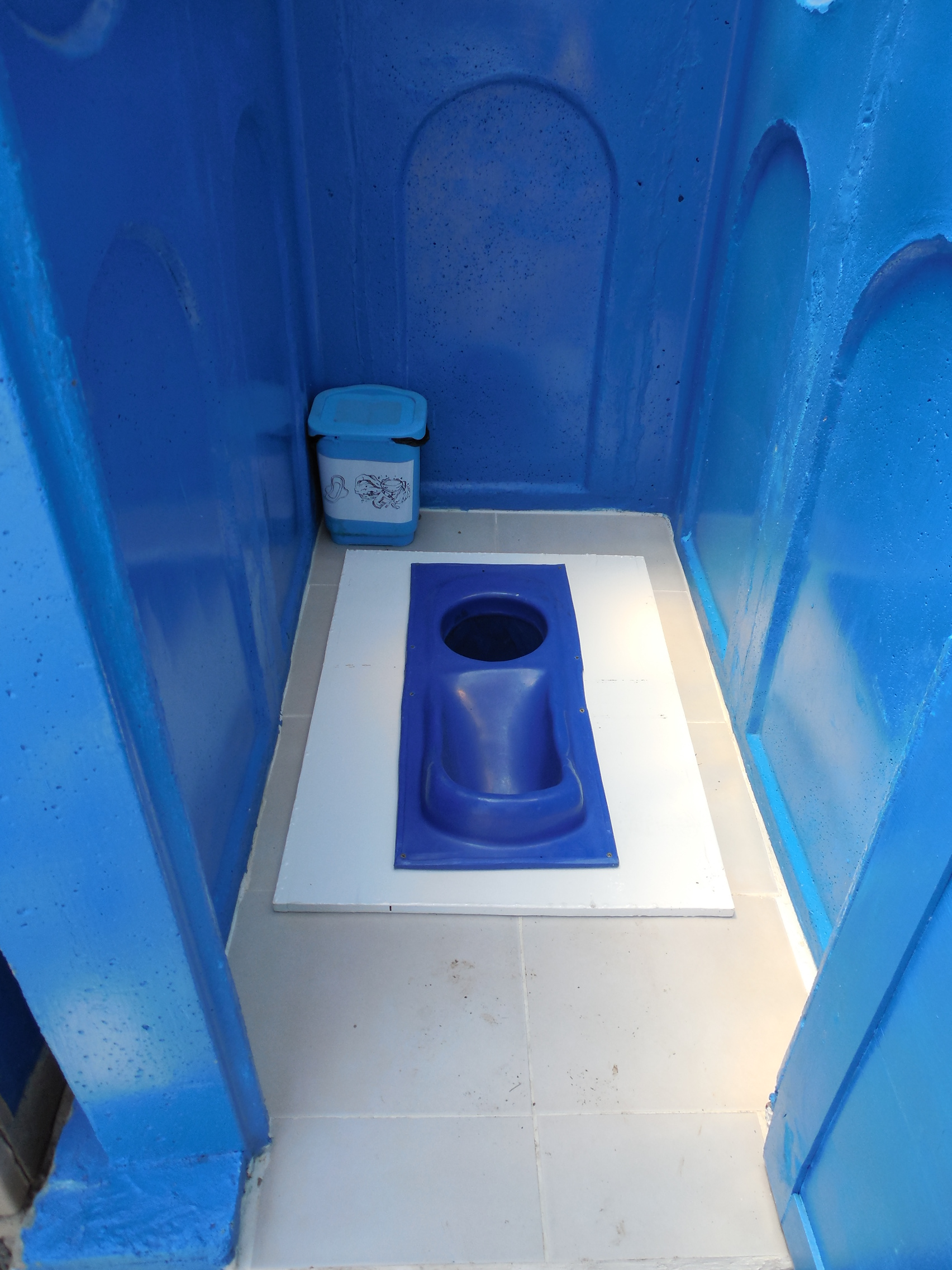
Toilettes déplaçables de la marque Sanergy.
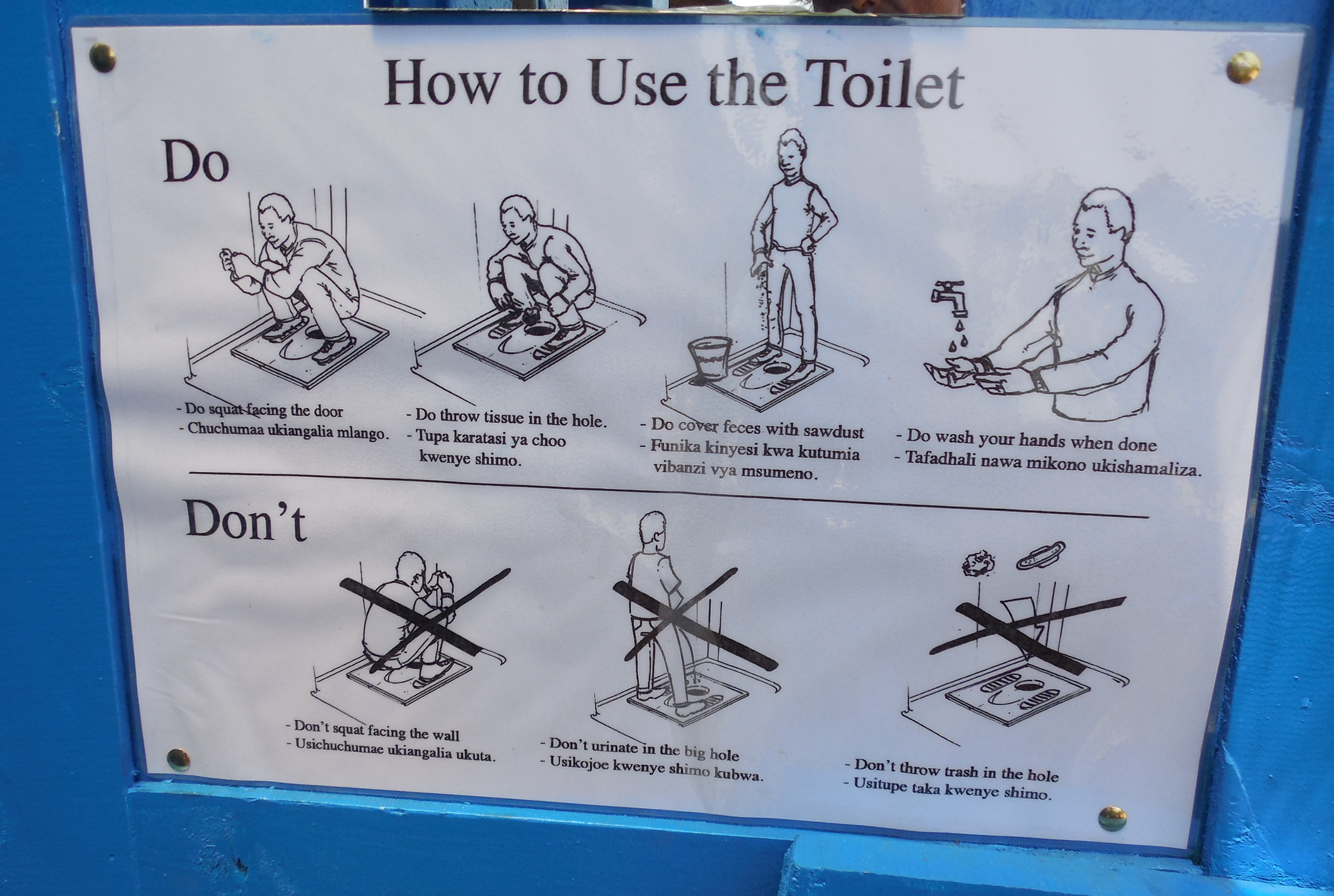
Instructions pour utiliser des toilettes Sanergy.